# Terre étrangère (film, 1954)
Pour les articles homonymes, voir Terre étrangère.
Pour plus de détails, voir Fiche technique et Distribution.
Terre étrangère (Terra straniera) est un film dramatique italien réalisé par Sergio Corbucci, sorti en 1954.

## Fiche technique
- Titre français : Terre étrangère[1]
- Titre original : Terra straniera
- Réalisation : Sergio Corbucci, assisté de Sergio Sollima
- Scénario : Sergio Corbucci, Siro Angeli, Vittoriano Petrilli, Alberto Vecchietti et Pasquale Zecca
- Photographie : Gianni Di Venanzo
- Musique : Carlo Franci
- Production : Pietro Bigerna
- Société de production : Audax Film
- Pays de production :  Italie
- Langue originale : italien
- Format : noir et blanc - 1,37:1 - mono
- Genre : film dramatique
- Durée : 86 minutes (1 h 26)
- Dates de sortie :
  - Italie : 15 janvier 1954
  - France : 12 juillet 1957

## Distribution
- Jacques Sernas
- Tamara Lees
- Lia Amanda
- Sergio Bergonzelli
- Narciso Parigi : Stefano
- Lucien Gallas
- John Kitzmiller
- Cristina Grado